# Rid i natt!
Rid i natt! är en roman från 1941, författad av Vilhelm Moberg.

## Handling
Handlingen utspelas i Värend vid mitten av 1600-talet. Främmande herremän har kommit in i landet. En av dem är tysken Klewen som intagit Ubbetorps herrgård. De tidigare fria bönderna i Brändebols by har blivit tvingade att betala skatt till honom. Det är nödtid och missväxt och eftersom bönderna inte kan betala skatten kallas de till dagsverke på herrgården. Bönderna viker sig för Klewen och hans fogde Borre, men till slut är det bara en av bönderna, Ragnar Svedje, som vågar värja sig med vapen i hand. Han tvingas därmed gå från sin gård och leva som fredlös i skogen. 
Bönderna fortsätter att varje morgon gå till sitt tunga dagsverke på herrgården. En natt kommer budkavlen till byn med uppmaning till uppror mot förtryckarna, men byåldermannen Jon Stånge gräver skräckslagen ner budkavlen och intalar sig att han handlat klokt och rättrådigt. Senare får han samvetskval och fylls av ångest, ty budkavlebrädets maning kan aldrig tystas: "Det skulle alltid finnas, någonstädes i tiden och världen skulle det finnas, alltid, alltid."

## Produktionshistoria
Moberg påbörjade arbetet med romanen hösten 1940, efter att han hemförlovats från beredskapstjänst vid ett bevakningskompani. Som förlaga hade han ett tidigare utkast till en roman om ett bondeuppror i Värend på 1600-talet. Han omarbetade händelserna tidigare under året, när tyska trupper ockuperade Danmark och Norge, till en roman i historisk förklädnad. Romanen blev på kort tid en stor kommersiell framgång, och inom ett års tid hade den sålts i 57 000 exemplar. Den tilläts komma ut i Danmark 1942 och blev även där en stor framgång.

### Dramatiseringar och filmatiseringar
Moberg dramatiserade romanen till en pjäs som uppfördes på Dramaten i Stockholm 1942. Gustaf Molander filmatiserade romanen 1942 och Per Sjöstrand regisserade en TV-serie med samma namn 1985.